# Нижние Лемезы
Нижние Лемезы (баш. Түбәнге Ләмәҙ) — село в Иглинском районе Республики Башкортостан Российской Федерации. Административный центр Лемезинского сельсовета.

## География

### Географическое положение
Находится на правом берегу реки Лемезы.
Расстояние до:
- районного центра (Иглино): 65 км,
- ближайшей ж/д станции (Улу-Теляк): 25 км.

## Население
| 2002 | 2009 | 2010 |
| ---- | ---- | ---- |
| 673  | ↗776 | ↘707 |

Национальный состав
Согласно переписи 2002 года, преобладающая национальность — башкиры (97 %).

## Религия
В селе есть мечеть.

## Известные уроженцы, жители
- Зинуров, Рафаил Нариманович — член Совета Федерации, кавалер ордена Салавата Юлаева, лауреат премии имени Шагита Худайбердина.
- Рахматуллина, Зугура Ягануровна — заместитель премьер-министра Правительства Республики Башкортостан, депутат Государственной думы Российской Федерации шестого и седьмого созыва.